# Arrondissement Apt
Das Arrondissement Apt ist eine französische Verwaltungseinheit im Département Vaucluse innerhalb der Region Provence-Alpes-Côte d’Azur. Verwaltungssitz (Unterpräfektur) ist Apt.
Im Arrondissement liegen 57 Gemeinden, die sich seit 2015 auf vier Wahlkreise (Kantone) verteilen.

## Wahlkreise
- Kanton Apt
- Kanton Cavaillon (mit 1 von 2 Gemeinden)
- Kanton Cheval-Blanc
- Kanton Pertuis

## Gemeinden
Die Gemeinden des Arrondissements Apt sind:
| 1. Ansouis (84002)                 | 2. Apt (84003)                        | 3. Auribeau (84006)                    | 4. Beaumettes (84013)            |
| 5. Beaumont-de-Pertuis (84014)     | 6. Bonnieux (84020)                   | 7. Buoux (84023)                       | 8. Cabrières-d’Aigues (84024)    |
| 9. Cabrières-d’Avignon (84025)     | 10. Cadenet (84026)                   | 11. Caseneuve (84032)                  | 12. Castellet-en-Luberon (84033) |
| 13. Cavaillon (84035)              | 14. Cheval-Blanc (84038)              | 15. Cucuron (84042)                    | 16. Gargas (84047)               |
| 17. Gignac (84048)                 | 18. Gordes (84050)                    | 19. Goult (84051)                      | 20. Grambois (84052)             |
| 21. Joucas (84057)                 | 22. La Bastide-des-Jourdans (84009)   | 23. La Bastidonne (84010)              | 24. La Motte-d’Aigues (84084)    |
| 25. La Tour-d’Aigues (84133)       | 26. Lacoste (84058)                   | 27. Lagarde-d’Apt (84060)              | 28. Lagnes (84062)               |
| 29. Lauris (84065)                 | 30. Lioux (84066)                     | 31. Lourmarin (84068)                  | 32. Maubec (84071)               |
| 33. Ménerbes (84073)               | 34. Mérindol (84074)                  | 35. Mirabeau (84076)                   | 36. Murs (84085)                 |
| 37. Oppède (84086)                 | 38. Pertuis (84089)                   | 39. Peypin-d’Aigues (84090)            | 40. Puget (84093)                |
| 41. Puyvert (84095)                | 42. Robion (84099)                    | 43. Roussillon (84102)                 | 44. Rustrel (84103)              |
| 45. Saignon (84105)                | 46. Saint-Martin-de-Castillon (84112) | 47. Saint-Martin-de-la-Brasque (84113) | 48. Saint-Pantaléon (84114)      |
| 49. Saint-Saturnin-lès-Apt (84118) | 50. Sannes (84121)                    | 51. Sivergues (84128)                  | 52. Taillades (84131)            |
| 53. Vaugines (84140)               | 54. Viens (84144)                     | 55. Villars (84145)                    | 56. Villelaure (84147)           |
| 57. Vitrolles-en-Lubéron (84151)   |                                       |                                        |                                  |

## Neuordnung der Arrondissements 2017

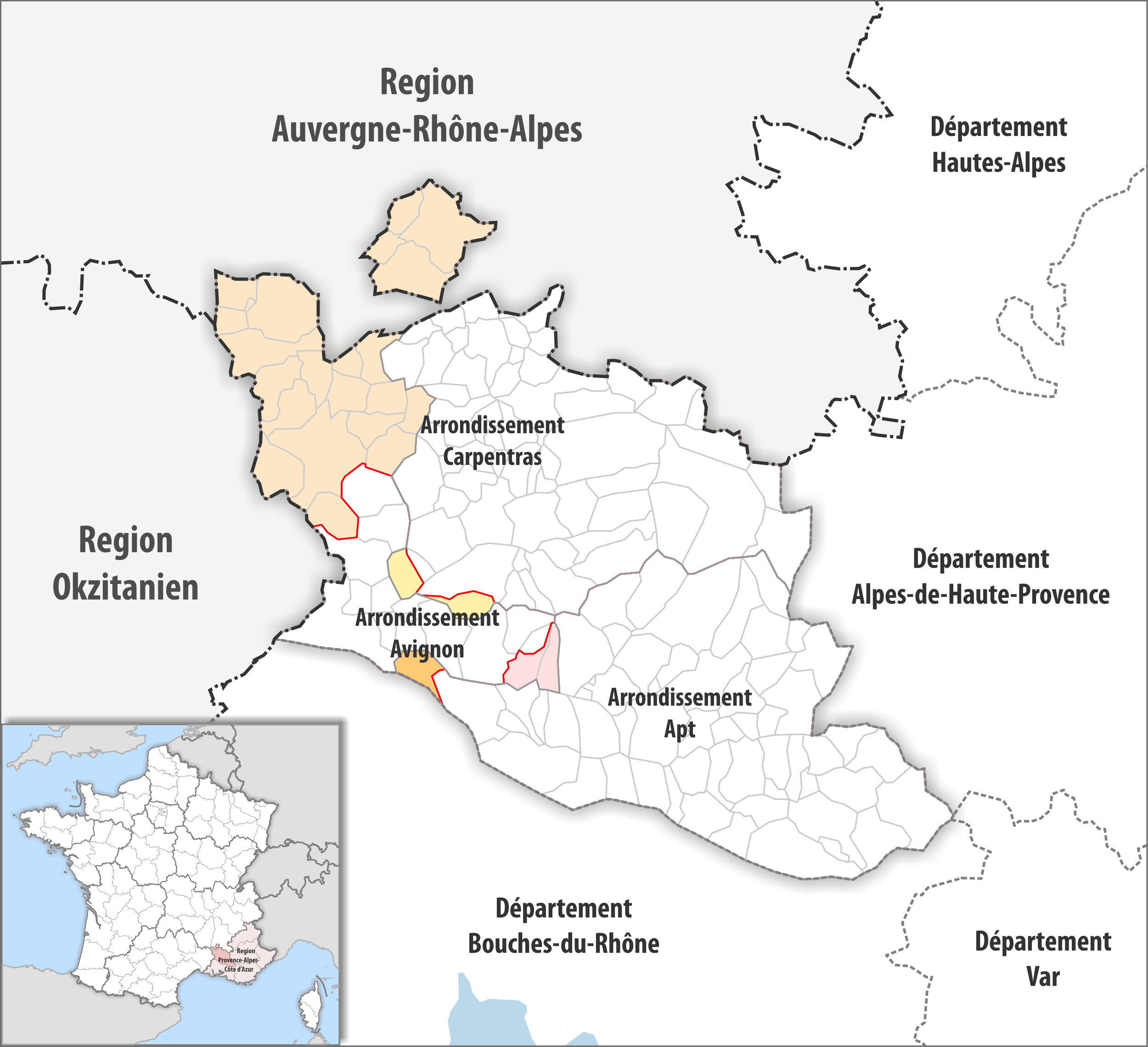
Anpassungen der Arrondissements im Jahr 2017

Durch die Neuordnung der Arrondissements im Jahr 2017 wurde aus dem Arrondissement Carpentras die Fläche der zwei Gemeinden Cabrières-d’Avignon und Lagnes dem Arrondissement Apt zugewiesen.
Dafür wechselte vom Arrondissement Apt die Fläche der Gemeinde Caumont-sur-Durance zum Arrondissement Avignon.